# Primera División 1985-1986 (Argentina)
La Primera División 1985-1986 è stata la 56ª edizione della massima divisione del campionato argentino di calcio. Si è concluso con la vittoria del River Plate, al suo ventiduesimo titolo.

## Classifica
|  | Pos. | Squadra            | Pt | G  | V  | N  | P  | GF | GS | DR  |
|  | ---- | ------------------ | -- | -- | -- | -- | -- | -- | -- | --- |
|  | 1.   | River Plate        | 56 | 36 | 23 | 10 | 3  | 74 | 26 | 48  |
|  | 2.   | Newell's Old Boys  | 46 | 36 | 15 | 16 | 5  | 46 | 30 | 16  |
|  | 3.   | Dep. Español       | 46 | 36 | 18 | 10 | 8  | 41 | 35 | 6   |
|  | 4.   | Argentinos Juniors | 44 | 36 | 16 | 12 | 8  | 47 | 39 | 8   |
|  | 5.   | Boca Juniors       | 41 | 36 | 14 | 13 | 9  | 57 | 47 | 10  |
|  | 6.   | Ferro Carril Oeste | 40 | 36 | 12 | 16 | 8  | 45 | 33 | 12  |
|  | 7.   | San Lorenzo        | 40 | 36 | 14 | 12 | 10 | 43 | 33 | 10  |
|  | 8.   | Talleres (C)       | 37 | 36 | 10 | 17 | 9  | 43 | 37 | 6   |
|  | 9.   | Independiente      | 36 | 36 | 15 | 6  | 15 | 38 | 36 | 2   |
|  | 10.  | Gimnasia (LP)      | 36 | 36 | 9  | 18 | 9  | 29 | 36 | -7  |
|  | 11.  | Instituto (C)      | 35 | 36 | 11 | 13 | 12 | 33 | 33 | 0   |
|  | 12.  | Vélez Sarsfield    | 34 | 36 | 11 | 12 | 13 | 48 | 48 | 0   |
|  | 13.  | Huracán            | 32 | 36 | 10 | 12 | 14 | 44 | 47 | -3  |
|  | 14.  | Unión (SF)         | 31 | 36 | 9  | 13 | 14 | 27 | 38 | -11 |
|  | 15.  | Temperley          | 29 | 36 | 8  | 13 | 15 | 44 | 60 | -16 |
|  | 16.  | Estudiantes (LP)   | 27 | 36 | 10 | 7  | 19 | 33 | 47 | -14 |
|  | 17.  | Platense           | 27 | 36 | 7  | 13 | 16 | 37 | 55 | -18 |
|  | 18.  | Racing (C)         | 26 | 36 | 6  | 14 | 16 | 31 | 52 | -21 |
|  | 19.  | Chacarita Juniors  | 21 | 36 | 5  | 11 | 20 | 24 | 53 | -31 |

### Retrocessioni
Le retrocessioni furono determinate dalla media-punti ottenuta nelle precedenti tre stagioni.
| Squadra                 | 1983 | 1984 | 1985-1986 | Punti totali | Stagioni | Media-punti |
| ----------------------- | ---- | ---- | --------- | ------------ | -------- | ----------- |
| Deportivo Español       | N/A  | N/A  | 46        | 46           | 1        | 46.00       |
| Ferro Carril Oeste      | 46   | 50   | 40        | 136          | 3        | 45.33       |
| Argentinos Juniors      | 36   | 51   | 44        | 131          | 3        | 43.66       |
| River Plate             | 29   | 43   | 56        | 128          | 3        | 42.33       |
| San Lorenzo             | 47   | 37   | 40        | 124          | 3        | 41.33       |
| Vélez Sársfield         | 44   | 42   | 34        | 120          | 3        | 40.00       |
| Newell's Old Boys       | 35   | 38   | 46        | 119          | 3        | 39.67       |
| Independiente           | 48   | 31   | 36        | 115          | 3        | 38.33       |
| Estudiantes de La Plata | 38   | 48   | 27        | 113          | 3        | 37.67       |
| Boca Juniors            | 37   | 30   | 41        | 108          | 3        | 36.00       |
| Gimnasia de La Plata    | N/A  | N/A  | 36        | 36           | 1        | 36.00       |
| Talleres de Córdoba     | 33   | 34   | 37        | 104          | 3        | 34.67       |
| Instituto de Córdoba    | 35   | 33   | 35        | 103          | 3        | 34.33       |
| Unión de Santa Fe       | 38   | 30   | 31        | 99           | 3        | 33.00       |
| Racing de Córdoba       | 27   | 43   | 26        | 96           | 3        | 32.00       |
| Platense                | 34   | 33   | 27        | 94           | 3        | 31.33       |
| Temperley               | 33   | 31   | 29        | 93           | 3        | 31.00       |
| Huracán                 | 32   | 27   | 32        | 91           | 3        | 30.33       |
| Chacarita Juniors       | N/A  | 34   | 21        | 55           | 2        | 27.50       |

- Il Chacarita Juniors fu retrocesso direttamente
- L'Huracán giocò nel torneo promozione, nel quale venne sconfitto

## Statistiche

### Marcatori
| Gol |  |  | Giocatore        | Squadra                |
| --- |  |  | ---------------- | ---------------------- |
| 25  |  |  | Enzo Francescoli | River Plate            |
| 19  |  |  | Walter Perazzo   | San Lorenzo de Almagro |
| 17  |  |  | Reicardo Tapia   | Boca Juniors           |
| 16  |  |  | Claudio Morresi  | River Plate            |